# Großer Preis von Belgien 1978
Der Große Preis von Belgien 1978 (offiziell XXXVI Grote Prijs van Belgie) fand am 21. Mai auf dem Circuit Zolder in Zolder-Terlaemen statt und war das sechste Rennen der Automobil-Weltmeisterschaft 1978.

## Berichte

### Hintergrund
Zwei Wochen nach dem Großen Preis von Monaco trat die Formel 1 zum sechsten Saisonlauf im belgischen Zolder an. Patrick Tambay fehlte verletzungsbedingt und wurde bei McLaren von Bruno Giacomelli, der eigentlich als Gaststarter in einem dritten Werkswagen vorgesehen war, vertreten. Ebenfalls nicht anwesend war Jean-Pierre Jarier, dessen Platz bei ATS von dem italienischen Debütanten Alberto Colombo eingenommen wurde.
Das Team Surtees stattete erstmals beide Werksfahrer mit dem neuen TS20 aus. Bei Walter Wolf Racing kam ein neuer Wagen des Typs WR5 zum Einsatz. Auch der lang erwartete Lotus 79 mit weiterentwickelter Wing Car-Technik stand inzwischen zur Verfügung, allerdings nur für Mario Andretti. Dessen Teamkollege Ronnie Peterson musste zunächst weiterhin mit dem Lotus 78 antreten, der allerdings nach wie vor als sehr konkurrenzfähig galt.
Das finanzschwache britische Team Ensign Racing meldete den belgischen Piloten Bernard de Dryver für den zweiten N177; das Team zog die Meldung vor dem Beginn des ersten Trainings aber zurück. Einer Quelle zufolge fiel die Entscheidung nach einer Intervention Bernie Ecclestones.
Schließlich meldete der belgische Pilot Patrick Nève einen March 781. Für ihn war die Startnummer 29 vorgesehen. Nèves Einsatz scheiterte aber vor dem Rennwochenende an der nicht gesicherten Finanzierung.

### Training
Im Zuge der am Freitagvormittag durchgeführten Vorqualifikation schieden Arturo Merzario und Héctor Rebaque aus dem Wettbewerb aus. Um aus den 28 verbliebenen Piloten die maximal erlaubten 24 Rennteilnehmer zu ermitteln, wurden während des regulären Trainings abermals die vier langsamsten Fahrer gestrichen.
Andretti erreichte am Steuer des neuen Lotus die Pole-Position mit nahezu acht Zehntelsekunden Vorsprung vor dem zweitplatzierten Carlos Reutemann im Ferrari 312T3. Dessen Teamkollege Gilles Villeneuve folgte auf dem vierten Startplatz nach dem drittplatzierten Niki Lauda auf Brabham. Die dritte Startreihe wurde durch Jody Scheckter und James Hunt gebildet.

### Rennen
Während Andretti einem souveränen Start-Ziel-Sieg entgegenfuhr, kam es auf den Plätzen dahinter unmittelbar nach dem Start zu mehreren Kollisionen. Reutemann kam aufgrund eines Schaltfehlers nicht schnell genug von seinem Startplatz weg, sodass ihm alle nachfolgenden Piloten ausweichen mussten. Dabei kollidierte auf der einen Seite der Strecke Scheckter mit Lauda, auf der anderen Seite Riccardo Patrese mit Hunt. Wenig später kollidierten Emerson Fittipaldi mit Jacky Ickx sowie Didier Pironi mit René Arnoux beim Versuch, ihrerseits Lauda und Hunt auszuweichen. Für die ehemaligen Weltmeister Fittipaldi und Hunt sowie den amtierenden Weltmeister Lauda war das Rennen aufgrund zu starker Beschädigungen an ihren Fahrzeugen an dieser Stelle bereits beendet.
Andretti führte vor Villeneuve, Scheckter und Peterson. Durch einen erforderlichen Reparaturstopp an den Boxen musste Scheckter in der zehnten Runde Peterson den dritten Platz überlassen. Diese Reihenfolge an der Spitze blieb bis zur 40. Runde bestehen, als Villeneuve aufgrund eines Reifenschadens die Box aufsuchen musste. Er hinterließ dadurch eine Lotus-Doppelführung. Als Peterson jedoch in Runde 56 seinerseits einen Reifenwechsel durchführen lassen musste, übernahmen Reutemann und Jacques Laffite die Plätze zwei und drei. Während der darauffolgenden zehn Runden schaffte es Peterson jedoch, wieder an beiden Kontrahenten vorbeizuziehen und einen Lotus-Doppelsieg perfekt zu machen. Beim Duell um den dritten Platz kollidierten Reutemann und Laffite, woraufhin der Franzose ausschied, allerdings aufgrund seiner zurückgelegten Distanz als Fünfter hinter Villeneuve gewertet wurde. Pironi, der erst seinen sechsten Grand Prix bestritt, erzielte als Sechstplatzierter bereits zum vierten Mal ein Punkteresultat.

## Meldeliste
| Team                            | Nr. | Fahrer                | Chassis        | Motor                     | Reifen |
| ------------------------------- | --- | --------------------- | -------------- | ------------------------- | ------ |
| Parmalat Racing Team            | 01  | Niki Lauda            | Brabham BT46   | Alfa Romeo 115-12 3.0 F12 | G      |
| Parmalat Racing Team            | 02  | John Watson           | Brabham BT46   | Alfa Romeo 115-12 3.0 F12 | G      |
| Elf Team Tyrrell                | 03  | Didier Pironi         | Tyrrell 008    | Ford Cosworth DFV 3.0 V8  | G      |
| Elf Team Tyrrell                | 04  | Patrick Depailler     | Tyrrell 008    | Ford Cosworth DFV 3.0 V8  | G      |
| John Player Team Lotus          | 05  | Mario Andretti        | Lotus 79       | Ford Cosworth DFV 3.0 V8  | G      |
| John Player Team Lotus          | 06  | Ronnie Peterson       | Lotus 78       | Ford Cosworth DFV 3.0 V8  | G      |
| Marlboro Team McLaren           | 07  | James Hunt            | McLaren M26    | Ford Cosworth DFV 3.0 V8  | G      |
| Marlboro Team McLaren           | 33  | Bruno Giacomelli      | McLaren M26    | Ford Cosworth DFV 3.0 V8  | G      |
| ATS Racing Team                 | 09  | Jochen Mass           | ATS HS1        | Ford Cosworth DFV 3.0 V8  | G      |
| ATS Racing Team                 | 10  | Alberto Colombo       | ATS HS1        | Ford Cosworth DFV 3.0 V8  | G      |
| Scuderia Ferrari SpA SEFAC      | 11  | Carlos Reutemann      | Ferrari 312T3  | Ferrari 015 3.0 F12       | M      |
| Scuderia Ferrari SpA SEFAC      | 12  | Gilles Villeneuve     | Ferrari 312T3  | Ferrari 015 3.0 F12       | M      |
| Fittipaldi Automotive           | 14  | Emerson Fittipaldi    | Fittipaldi F5A | Ford Cosworth DFV 3.0 V8  | G      |
| Équipe Renault Elf              | 15  | Jean-Pierre Jabouille | Renault RS01   | Renault EF1 1.5 V6t       | M      |
| Shadow Racing Team              | 16  | Hans-Joachim Stuck    | Shadow DN9     | Ford Cosworth DFV 3.0 V8  | G      |
| Shadow Racing Team              | 17  | Clay Regazzoni        | Shadow DN9     | Ford Cosworth DFV 3.0 V8  | G      |
| Durex Team Surtees              | 18  | Rupert Keegan         | Surtees TS20   | Ford Cosworth DFV 3.0 V8  | G      |
| Beta Team Surtees               | 19  | Vittorio Brambilla    | Surtees TS20   | Ford Cosworth DFV 3.0 V8  | G      |
| Walter Wolf Racing              | 20  | Jody Scheckter        | Wolf WR5       | Ford Cosworth DFV 3.0 V8  | G      |
| Team Tissot Ensign              | 22  | Jacky Ickx            | Ensign N177    | Ford Cosworth DFV 3.0 V8  | G      |
| Team Tissot Ensign              | 23  | Bernard de Dryver     | Ensign N177    | Ford Cosworth DFV 3.0 V8  | G      |
| Olympus Cameras/Hesketh Racing  | 24  | Derek Daly            | Hesketh 308E   | Ford Cosworth DFV 3.0 V8  | G      |
| Team Rebaque                    | 25  | Héctor Rebaque        | Lotus 78       | Ford Cosworth DFV 3.0 V8  | G      |
| Ligier Gitanes                  | 26  | Jacques Laffite       | Ligier JS7     | Matra MS76 3.0 V12        | G      |
| Williams Grand Prix Engineering | 27  | Alan Jones            | Williams FW06  | Ford Cosworth DFV 3.0 V8  | G      |
| Liggett Group/BS Fabrications   | 30  | Brett Lunger          | McLaren M26    | Ford Cosworth DFV 3.0 V8  | G      |
| Automobiles Martini             | 31  | René Arnoux           | Martini MK23   | Ford Cosworth DFV 3.0 V8  | G      |
| Theodore Racing Hong Kong       | 32  | Keke Rosberg          | Theodore TR1   | Ford Cosworth DFV 3.0 V8  | G      |
| Arrows Racing Team              | 35  | Riccardo Patrese      | Arrows FA1     | Ford Cosworth DFV 3.0 V8  | G      |
| Arrows Racing Team              | 36  | Rolf Stommelen        | Arrows FA1     | Ford Cosworth DFV 3.0 V8  | G      |
| Team Merzario                   | 37  | Arturo Merzario       | Merzario A1    | Ford Cosworth DFV 3.0 V8  | G      |

## Klassifikationen

### Startaufstellung
| Pos. | Fahrer                | Konstrukteur       | Zeit    | Ø-Geschwindigkeit | Start |
| ---- | --------------------- | ------------------ | ------- | ----------------- | ----- |
| 01   | Mario Andretti        | Lotus-Ford         | 1:20,90 | 189,656 km/h      | 01    |
| 02   | Carlos Reutemann      | Ferrari            | 1:21,69 | 187,822 km/h      | 02    |
| 03   | Niki Lauda            | Brabham-Alfa Romeo | 1:21,70 | 187,799 km/h      | 03    |
| 04   | Gilles Villeneuve     | Ferrari            | 1:21,77 | 187,638 km/h      | 04    |
| 05   | Jody Scheckter        | Wolf-Ford          | 1:22,12 | 186,839 km/h      | 05    |
| 06   | James Hunt            | McLaren-Ford       | 1:22,50 | 185,978 km/h      | 06    |
| 07   | Ronnie Peterson       | Lotus-Ford         | 1:22,62 | 185,708 km/h      | 07    |
| 08   | Riccardo Patrese      | Arrows-Ford        | 1:23,25 | 184,303 km/h      | 08    |
| 09   | John Watson           | Brabham-Alfa Romeo | 1:23,26 | 184,281 km/h      | 09    |
| 10   | Jean-Pierre Jabouille | Renault            | 1:23,58 | 183,575 km/h      | 10    |
| 11   | Alan Jones            | Williams-Ford      | 1:23,71 | 183,290 km/h      | 11    |
| 12   | Vittorio Brambilla    | Surtees-Ford       | 1:23,78 | 183,137 km/h      | 12    |
| 13   | Patrick Depailler     | Tyrrell-Ford       | 1:23,82 | 183,049 km/h      | 13    |
| 14   | Jacques Laffite       | Ligier-Matra       | 1:23,90 | 182,875 km/h      | 14    |
| 15   | Emerson Fittipaldi    | Fittipaldi-Ford    | 1:24,11 | 182,418 km/h      | 15    |
| 16   | Jochen Mass           | ATS-Ford           | 1:24,14 | 182,353 km/h      | 16    |
| 17   | Rolf Stommelen        | Arrows-Ford        | 1:24,14 | 182,353 km/h      | 17    |
| 18   | Clay Regazzoni        | Shadow-Ford        | 1:24,18 | 182,267 km/h      | 18    |
| 19   | René Arnoux           | Martini-Ford       | 1:24,28 | 182,050 km/h      | 19    |
| 20   | Hans-Joachim Stuck    | Shadow-Ford        | 1:24,47 | 181,641 km/h      | 20    |
| 21   | Bruno Giacomelli      | McLaren-Ford       | 1:24,81 | 180,913 km/h      | 21    |
| 22   | Jacky Ickx            | Ensign-Ford        | 1:24,82 | 180,891 km/h      | 22    |
| 23   | Didier Pironi         | Tyrrell-Ford       | 1:24,85 | 180,827 km/h      | 23    |
| 24   | Brett Lunger          | McLaren-Ford       | 1:24,99 | 180,529 km/h      | 24    |
| DNQ  | Rupert Keegan         | Surtees-Ford       | 1:25,40 | 179,663 km/h      | –     |
| DNQ  | Derek Daly            | Hesketh-Ford       | 1:25,69 | 179,055 km/h      | –     |
| DNQ  | Keke Rosberg          | Theodore-Ford      | 1:25,87 | 178,679 km/h      | –     |
| DNQ  | Alberto Colombo       | ATS-Ford           | 1:26,01 | 178,389 km/h      | —     |
| DNPQ | Héctor Rebaque        | Lotus-Ford         | 1:25,10 | 180,296 km/h      | —     |
| DNPQ | Arturo Merzario       | Merzario-Ford      | 1:26,69 | 176,989 km/h      | —     |
| WD   | Bernard de Dryver     | Ensign-Ford        | –       | –                 | –     |

### Rennen
| Pos. | Fahrer                | Konstrukteur       | Runden | Stopps | Zeit       | Start | Schnellste Runde |
| ---- | --------------------- | ------------------ | ------ | ------ | ---------- | ----- | ---------------- |
| 01   | Mario Andretti        | Lotus-Ford         | 70     | 0      | 1:39:52,02 | 01    | 1:23,45          |
| 02   | Ronnie Peterson       | Lotus-Ford         | 70     | 1      | + 9,90     | 07    | 1:23,13 (66.)    |
| 03   | Carlos Reutemann      | Ferrari            | 70     | 0      | + 24,34    | 02    | 1:24,27          |
| 04   | Gilles Villeneuve     | Ferrari            | 70     | 0      | + 47,04    | 04    | 1:23,73          |
| 05   | Jacques Laffite       | Ligier-Matra       | 69     | 0      | DNF        | 14    | 1:23,95          |
| 06   | Didier Pironi         | Tyrrell-Ford       | 69     | 0      | + 1 Runde  | 23    | 1:25,59          |
| 07   | Brett Lunger          | McLaren-Ford       | 69     | 0      | + 1 Runde  | 24    | 1:25,34          |
| 08   | Bruno Giacomelli      | McLaren-Ford       | 69     | 0      | + 1 Runde  | 21    | 1:24,35          |
| 09   | René Arnoux           | Martini-Ford       | 68     | 0      | + 2 Runden | 19    | 1:26,13          |
| 10   | Alan Jones            | Williams-Ford      | 68     | 0      | + 2 Runden | 11    | 1:24,46          |
| 11   | Jochen Mass           | ATS-Ford           | 68     | 0      | + 2 Runden | 16    | 1:26,30          |
| 12   | Jacky Ickx            | Ensign-Ford        | 64     | 0      | + 6 Runden | 22    | 1:25,18          |
| 13   | Vittorio Brambilla    | Surtees-Ford       | 63     | 0      | DNF        | 12    | 1:23,38          |
| –    | Hans-Joachim Stuck    | Shadow-Ford        | 56     | 0      | DNF        | 20    | 1:24,29          |
| –    | Jean-Pierre Jabouille | Renault            | 56     | 0      | NC         | 10    | 1:24,68          |
| –    | Jody Scheckter        | Wolf-Ford          | 53     | 2      | DNF        | 05    | 1:23,92          |
| –    | Patrick Depailler     | Tyrrell-Ford       | 51     | 0      | DNF        | 13    | 1:25,24          |
| –    | Clay Regazzoni        | Shadow-Ford        | 40     | 0      | DNF        | 18    | 1:25,50          |
| –    | Riccardo Patrese      | Arrows-Ford        | 31     | 0      | DNF        | 08    | 1:25,05          |
| –    | Rolf Stommelen        | Arrows-Ford        | 26     | 0      | DNF        | 17    | 1:25,01          |
| –    | John Watson           | Brabham-Alfa Romeo | 18     | 0      | DNF        | 09    | 1:25,14          |
| –    | Niki Lauda            | Brabham-Alfa Romeo | 0      | 0      | DNF        | 03    | –                |
| –    | James Hunt            | McLaren-Ford       | 0      | 0      | DNF        | 06    | –                |
| –    | Emerson Fittipaldi    | Fittipaldi-Ford    | 0      | 0      | DNF        | 15    | –                |
| DNP  | Bernard de Dryver     | Ensign-Ford        | –      | –      | –          | –     | –                |

## WM-Stände nach dem Rennen
Die ersten sechs des Rennens bekamen 9, 6, 4, 3, 2 bzw. 1 Punkt(e). Es zählten nur die besten sieben Ergebnisse aus den ersten acht Rennen und die besten sieben Ergebnisse aus den letzten acht Rennen. In der Konstrukteurswertung zählte nur das Ergebnis des bestplatzierten Fahrers eines Teams.

### Fahrerwertung
| Pos. | Fahrer             | Konstrukteur       | Punkte |
| ---- | ------------------ | ------------------ | ------ |
| 01   | Mario Andretti     | Lotus-Ford         | 27     |
| 02   | Patrick Depailler  | Tyrrell-Ford       | 23     |
| 03   | Carlos Reutemann   | Ferrari            | 22     |
| 04   | Ronnie Peterson    | Lotus-Ford         | 20     |
| 05   | Niki Lauda         | Brabham-Alfa Romeo | 16     |
| 06   | John Watson        | Brabham-Alfa Romeo | 7      |
| 07   | Emerson Fittipaldi | Fittipaldi-Ford    | 6      |
| 08   | Jacques Laffite    | Ligier-Matra       | 6      |
| 09   | Didier Pironi      | Tyrrell-Ford       | 5      |
| 10   | Jody Scheckter     | Wolf-Ford          | 4      |
| 11   | James Hunt         | McLaren-Ford       | 3      |
| 12   | Alan Jones         | Williams-Ford      | 3      |
| 13   | Gilles Villeneuve  | Ferrari            | 3      |
| 14   | Clay Regazzoni     | Shadow-Ford        | 2      |
| 15   | Riccardo Patrese   | Arrows-Ford        | 2      |
| 16   | Patrick Tambay     | McLaren-Ford       | 1      |
| 17   | Jochen Mass        | ATS-Ford           | 0      |

| Pos. | Fahrer                | Konstrukteur  | Punkte |
| ---- | --------------------- | ------------- | ------ |
| 18   | Brett Lunger          | McLaren-Ford  | 0      |
| 19   | Jean-Pierre Jarier    | ATS-Ford      | 0      |
| 20   | Bruno Giacomelli      | McLaren-Ford  | 0      |
| 21   | Rolf Stommelen        | Arrows-Ford   | 0      |
| 22   | René Arnoux           | Martini-Ford  | 0      |
| 23   | Héctor Rebaque        | Lotus-Ford    | 0      |
| 24   | Jean-Pierre Jabouille | Renault       | 0      |
| 25   | Vittorio Brambilla    | Surtees-Ford  | 0      |
| 26   | Jacky Ickx            | Ensign-Ford   | 0      |
| 27   | Hans-Joachim Stuck    | Shadow-Ford   | 0      |
| –    | Danny Ongais          | Ensign-Ford   | 0      |
| –    | Lamberto Leoni        | Ensign-Ford   | 0      |
| –    | Arturo Merzario       | Merzario-Ford | 0      |
| –    | Rupert Keegan         | Surtees-Ford  | 0      |
| –    | Keke Rosberg          | Theodore-Ford | 0      |
| –    | Eddie Cheever         | Hesketh-Ford  | 0      |

### Konstrukteurswertung
| Pos. | Konstrukteur       | Punkte |
| ---- | ------------------ | ------ |
| 01   | Lotus-Ford         | 36     |
| 02   | Tyrrell-Ford       | 25     |
| 03   | Ferrari            | 22     |
| 04   | Brabham-Alfa Romeo | 20     |
| 05   | Fittipaldi-Ford    | 6      |
| 06   | Ligier-Matra       | 6      |
| 07   | Wolf-Ford          | 4      |
| 08   | McLaren-Ford       | 3      |
| 09   | Williams-Ford      | 3      |
| 10   | Shadow-Ford        | 2      |

| Pos. | Konstrukteur  | Punkte |
| ---- | ------------- | ------ |
| 11   | Arrows-Ford   | 2      |
| 12   | ATS-Ford      | 0      |
| 13   | Martini-Ford  | 0      |
| 14   | Renault       | 0      |
| 15   | Surtees-Ford  | 0      |
| 16   | Ensign-Ford   | 0      |
| –    | Merzario-Ford | 0      |
| –    | Theodore-Ford | 0      |
| –    | Hesketh-Ford  | 0      |